# Jamie McGrath
Jamie McGrath, né le 30 septembre 1996 à Athboy en Irlande, est un footballeur international irlandais qui évolue au poste de milieu offensif ou d'ailier gauche à l'Aberdeen FC.

## Biographie

### En club

#### St. Patrick's Athletic
Natif de Athboy, dans le comté de Meath en Irlande, Jamie McGrath est formé par le St. Patrick's Athletic FC. Il joue son premier match avec l'équipe première dans le championnat d'Irlande face à Athlone Town, le 17 octobre 2014. Il est titularisé lors de cette rencontre, où son équipe est battue sur le score de deux buts à zéro.
Le 2 juillet 2015, il découvre la Coupe d'Europe à l'occasion d'une rencontre qualificative pour la Ligue Europa face au Skonto Riga. Son équipe s'incline par deux buts à zéro ce jour-là.

#### Dundalk FC
Le 15 janvier 2017, Jamie McGrath est recruté par le Dundalk FC. 
Le 19 juillet 2017, Jamie McGrath joue son premier match de Ligue des champions, lors d'une rencontre qualificative face au Rosenborg BK. Ce match est perdu par Dundalk sur le score de deux buts à un, après prolongations.
McGrath est sacré champion d'Irlande en 2018.

#### Saint Mirren FC
Le 7 janvier 2020, Jamie McGrath est recruté par le Saint Mirren FC, en Écosse, pour un contrat de deux ans et demi.

#### Wigan et Dundee
Le 31 janvier 2022, lors du mercato hivernal, Jamie McGrath rejoint le Wigan Athletic, où il signe un contrat de deux ans et demi.
Peu utilisé depuis son arrivée à Wigan, Jamie McGrath est prêté le 3 août 2022 au club écossais du Dundee United pour une saison.

#### Aberdeen FC
Le 23 août 2023, Jamie McGrath s'engage en faveur de l'Aberdeen FC. Il signe un contrat de deux ans, soit jusqu'en mai 2025,.

### En équipe nationale
Avec les moins de 19 ans, il inscrit un doublé lors d'un match amical contre l'Azerbaïdjan, en février 2015 (large victoire 6-0). Il délivre également une passe décisive contre Gibraltar lors des éliminatoires du championnat d'Europe des moins de 19 ans 2015.
Lors de l'année 2018, il reçoit trois sélections avec les espoirs, à l'occasion des éliminatoires de l'Euro espoirs 2019.
En mai 2021, Jamie McGrath est convoqué pour la toute première fois pour le rassemblement de l'équipe nationale d'Irlande en juin 2021. Il honore sa première sélection en entrant en cours de match lors d'une rencontre amicale contre Andorre le 3 juin 2021 (victoire 1-4 des Irlandais),. Il connait sa première titularisation le 1er septembre 2021 face au Portugal. Il se met en évidence ce jour-là en délivrant une passe décisive pour John Egan mais son équipe s'incline tout de même (2-1 score final).

## Palmarès

### En club
Dundalk FC
- Champion d'Irlande
  - 2018

 Aberdeen FC
- Coupe de la Ligue écossaise
  - Finaliste en 2023-2024